# طواف إيطاليا 1966
طواف إيطاليا 1966 هو سباق دراجات هوائية أقيم في إيطاليا بتاريخ 18 مايو - 9 يونيو، تكون السباق من 22 مرحلة وامتدّ لمسافة 3976 كم بسرعة 35.744 كم/س، استغرق السباق 111 ساعة 10 دقيقة 48 ثانية. فاز به الإيطالي جياني موتا.